# Rivière Périgny
Pour les articles homonymes, voir Périgny.
La rivière Périgny est un affluent de la rivière O'Sullivan, coulant dans la province canadienne de Québec, au Canada, soit dans les régions administratives de :
- Abitibi-Témiscamingue : municipalité régionale de comté (MRC) de La Vallée-de-l'Or, dans la ville de Senneterre, dans le canton de Labrie ;
- Nord-du-Québec : municipalité locale de Eeyou Istchee Baie-James, dans les cantons de Ralleau et de Ruette.

Le bassin versant de la rivière Périgny est accessible la route R1018 (sens Nord-Sud) passant du côté Nord-Ouest du lac. Cette route se rattache vers le Sud à la route 113 reliant Lebel-sur-Quévillon à Chibougamau.
La surface de la rivière Périgny est habituellement gelée du début novembre à la mi-mai, toutefois la circulation sécuritaire sur la glace se fait généralement de la mi-novembre à la mi-avril.

## Géographie
Les principaux bassins versants voisins de la rivière Périgny sont :
- côté nord : rivière O'Sullivan, rivière Waswanipi, lac Waswanipi ;
- côté est : rivière Wetetnagami, rivière au Panache, rivière Fortier ;
- côté sud : rivière O'Sullivan, rivière Wetetnagami, lac Wetetnagami ;
- côté ouest : rivière O'Sullivan, rivière Wilson (lac Quévillon), rivière Kiask, rivière Bell.

La rivière Périgny prend sa source d’un ruisseau forestier près de la route 1018 (sens nord-sud) au pied des Collines Waswanipi, à :
- 1,9 km à l’est du « lac de la Ligne » ;
- 19,6 km au sud de l’embouchure de la rivière Périgny (confluence avec la rivière O'Sullivan ;
- 52,4 km au sud-est de l’embouchure de la rivière O'Sullivan (confluence avec le lac Waswanipi) ;
- 74 km au sud-est de l’embouchure du lac Waswanipi (confluence avec la rivière Waswanipi) ;
- 102 km au sud-est de l’embouchure du Lac au Goéland (rivière Waswanipi) ;
- 143 km au sud-est de l’embouchure du lac Matagami ;
- 318 km au sud-est de l’embouchure de la rivière Nottaway ;
- 47 km à l’est du centre du village de Lebel-sur-Quévillon.

À partir de sa source, la « rivière Périgny » coule sur 34,6 km selon les segments suivants :
- 6,0 km vers l’est (en parallèle à la limite des cantons de Ralleau et de Labrie) dans le canton de Labrie, jusqu’à la limite Sud du canton de Ralleau. Note : Ce segment de rivière passe entre deux montagnes : sommet de 489 m du côté Sud et 458 m du côté Nord ;
- 4,2 km vers le nord dans le canton de Ralleau, jusqu’à la rive Sud du Lac Périgny ;
- 3,1 km vers le nord, en traversant le lac Périgny (altitude : 354 m) sur sa pleine longueur ;
- 2,7 km vers le nord, en traversant un lac (longueur : 1,0 km ; altitude : 349 m) en fin de segment ;
- 2,6 km vers le nord-ouest jusqu’à la décharge (venant du Sud-Ouest) de trois lacs dont le lac Villejouin ;
- 12,9 km (ou 7,1 km en ligne directe) vers le nord en serpentant jusqu’à la limite sud du canton de Ruette ;
- 3,1 km (ou 1,6 km en ligne directe) vers le nord dans le canton de Ruette en serpentant jusqu’à son embouchure[2].

La rivière Périgny se déverse dans un coude de rivière sur la rive Sud de rivière O'Sullivan, laquelle coule généralement vers le Nord pour se déverser sur la rive Sud du lac Waswanipi. À partir de cette embouchure, le courant traverse vers le Nord, sur 21,1 km le lac Waswanipi, jusqu’à son embouchure. De là, le courant coule d’abord le Nord en empruntant la rivière Waswanipi, puis vers l’Ouest, jusqu’à la rive Est du lac au Goéland (rivière Waswanipi). Le courant de cette dernière coule vers l’Ouest,
jusqu’à la rive Est du lac au Goéland. Ce dernier est traversé vers le Nord-Ouest par la rivière Waswanipi qui est un affluent du lac Matagami.
L’embouchure de la rivière Périgny située à :
- 36,9 km au sud-est de l’embouchure de la rivière O'Sullivan ;
- 57,4 km au sud-est de l’embouchure du Lac Waswanipi (confluence avec la rivière Waswanipi) ;
- 67,8 km au sud-est d’une baie au Sud du lac au Goéland (rivière Waswanipi) ;
- 89 km au sud-est de l’embouchure du lac au Goéland (rivière Waswanipi) ;
- 101,9 km au sud-est de l’embouchure du Lac Olga (rivière Waswanipi) ;
- 66,4 km au sud du centre du village de Waswanipi ;
- 53,4 km au nord-est du centre du village de Lebel-sur-Quévillon.

## Toponymie
Le terme « Périgny » constitue un patronyme de famille d'origine française.
Le toponyme « rivière Périgny » a été officialisé le 5 décembre 1968 à la Commission de toponymie du Québec, soit à la création de cette commission